# Локе (Нова Горица)
Локе (словен. Loke, итал. Locca) је насељено место у општини Нова Горица, Горишка регија, Словенија.

## Историја
До територијалне реорганизације у Словенији било је у саставу старе општине Нова Горица.

## Становништво
У попису становништва из 2011. године, Локе је имало 290 становника.
| Број становника према пописима | Број становника према пописима | Број становника према пописима |
| ------------------------------ | ------------------------------ | ------------------------------ |
| 1991                           | 2002                           | 2011                           |
| 214                            | 256                            | 290                            |

Напомена: Године 2001. увећано за део насеља Рожна Долина. Године 2005. умањено за делове насеља који су припојени насељима Ајшевица и Рожна Долина.